# Pishtak

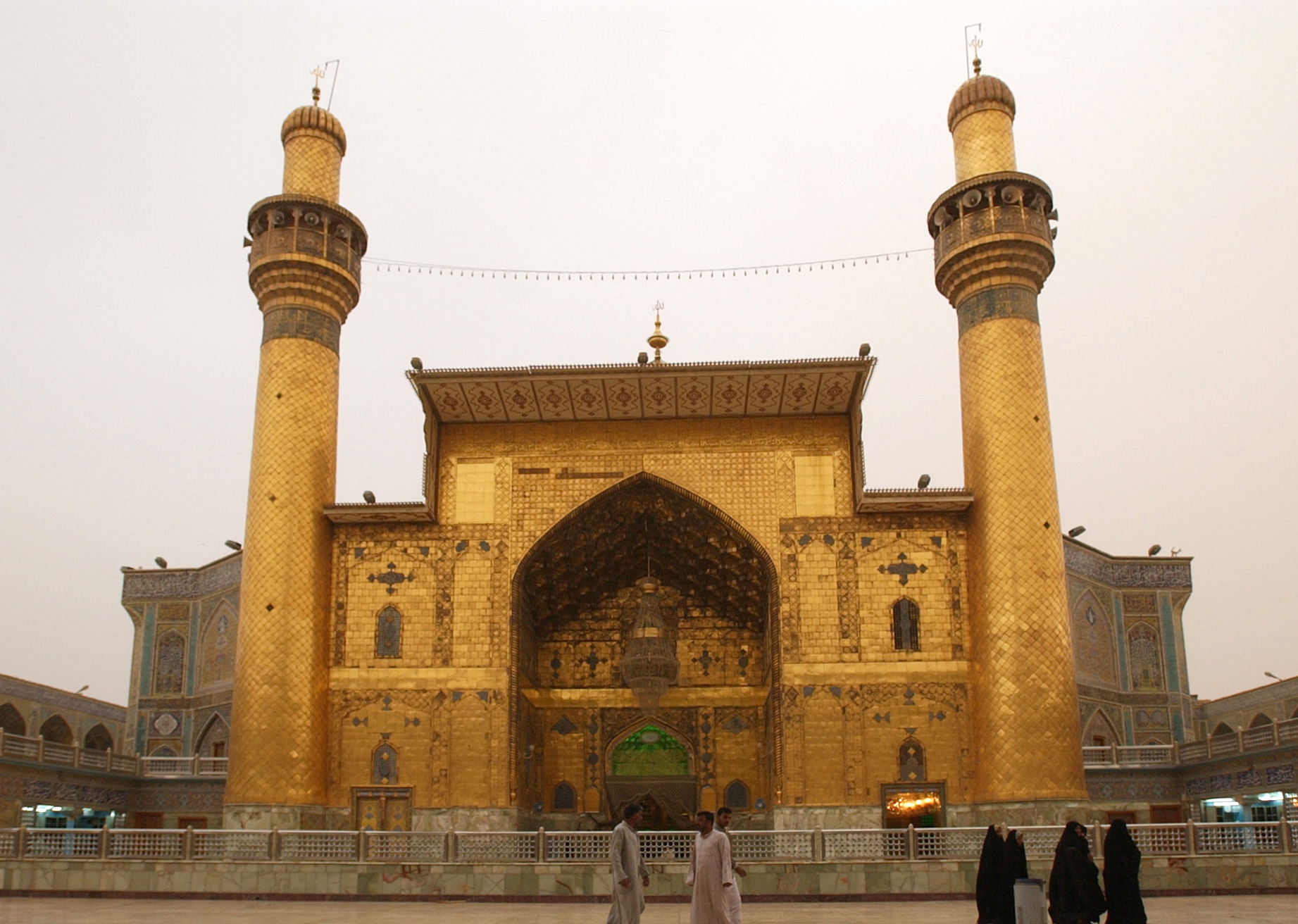
Exemple de pishtak : mausolée d'Ali ibn Abi Talib, Nadjaf (Irak).

Le pishtak (en persan : پیش‌طاق, pīšṭāq) est un élément d'architecture islamique. Il s'agit d'un portail en forme d'arc (ou iwan) qui fait saillie sur la façade où il se trouve. Il apparaît en Irak et se répandra ensuite en Anatolie et dans le monde perse. On le trouve dans différents types de bâtiments, civils et religieux. comme les mosquées, les palais, les caravansérails, les madrasa. 

## Origine et extension géographique
La plus ancienne réalisation qui nous soit parvenue se trouve dans les environs de Kerbala (Irak), sur le mur sud du palais d'Ukhaydir (en) qui date du viiie siècle. Il se présente comme un portail avec un arc placé dans un cadre rectangulaire et s'élevant au-dessus des murs de la cour. Oleg Grabar note cependant que « les caractéristiques d'Ukhaydir sont clairement d'origine iranienne. »
Par la suite, ce modèle devait évoluer et se répandre en Anatolie et dans le monde perse, mais on le trouve aussi en Inde, et quelquefois également dans le monde arabe, en particulier dans des espaces à forte présence chiite.

## Caractéristiques

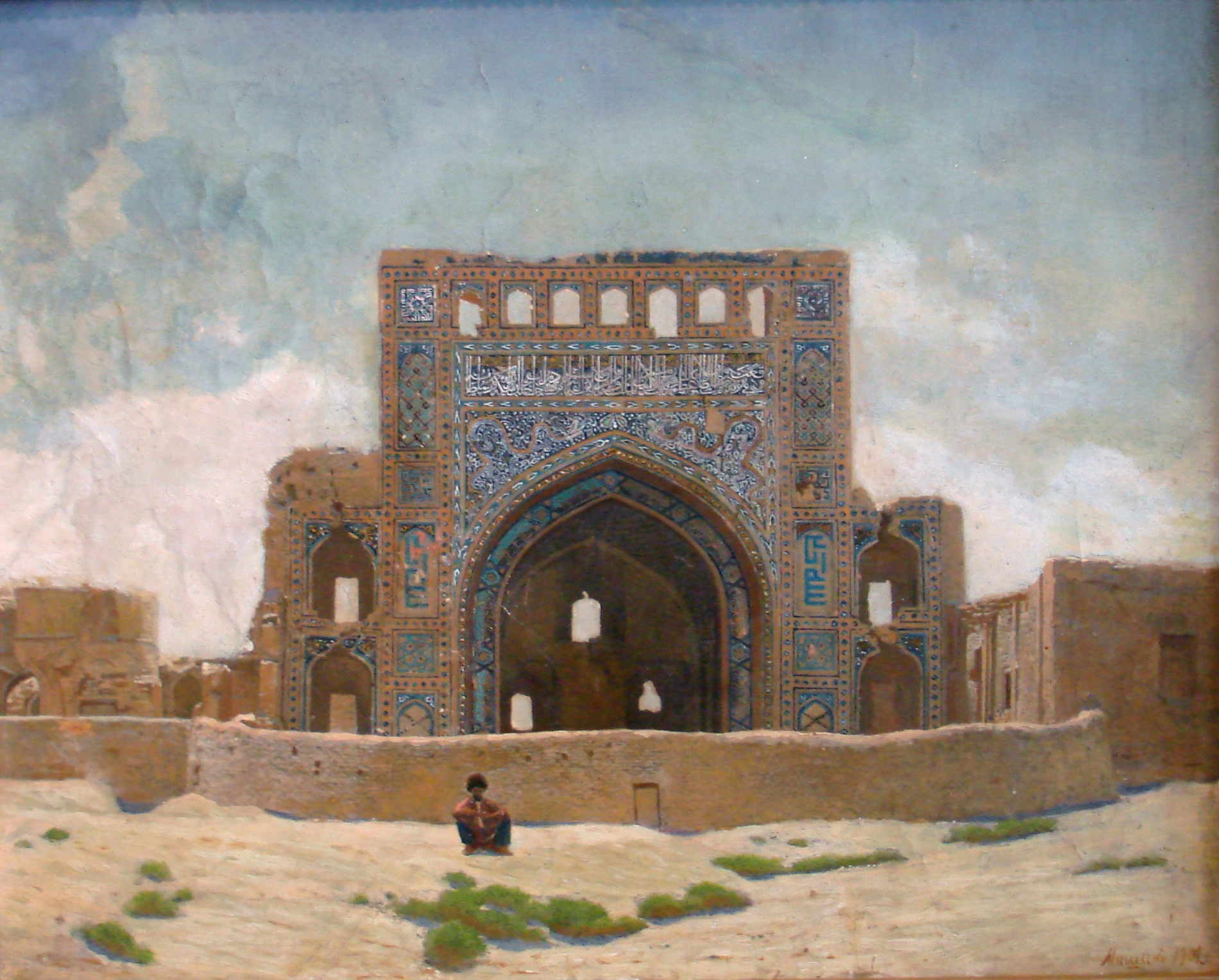
Restes du pishtak du complexe Jamâl-ad-Dîn à Änew (milieu du XVe siècle. Il était autrefois encadré par deux minarets.

Il s'agit d'un portail en saillie sur la façade, qui ouvre sur une salle voûtée délimitée par un arc (appelée iwan). En principe, il est constitué par un arc élevé placé dans un cadre de forme rectangulaire, souvent orné de bandeaux calligraphiés, de carreaux de faïence et de motifs géométriques. Dans les mosquées, il est généralement cantonné de deux minarets, bien que cela ne soit pas systématique.
On rencontre des pishtak dans différents types de bâtiments, comme les mosquées, les palais, les caravansérails, les madrasa, les turbe (tombeaux).